# Annona crassiflora
Annona crassiflora, comúnmente conocida como marolo, araticum-cortiça, araticum-do-cerrado o bruto, es una planta fanerógama perteneciente a la familia Annonaceae. Las flores de un marolo parecen medusas con sombreros, y los frutos son dulces y muy ásperos. Es originaria de Brasil y Paraguay y el fruto es comido por los pueblos indígenas del Cerrado. A pesar de que se considera que tiene potencial para el cultivo, no ha sido domesticado hasta la fecha.

## Descripción
Marolo es un árbol de unos 6-8 m de altura, con un diámetro de copa que alcanza los 2-4 m, de la Annonaceae familia, que se produce de forma discontinua en el cerrado brasileño. La planta prefiere las sabanas con déficit de humedad, como Minas Gerais, donde la fruta es típica y muy apreciada, Mato Grosso do Sul, una pequeña porción del interior de São Paulo y en partes aisladas de Goiás, Mato Grosso, Tocantins, Maranhão y la parte oriental de la Bahía.

### Raíces, tronco, hojas

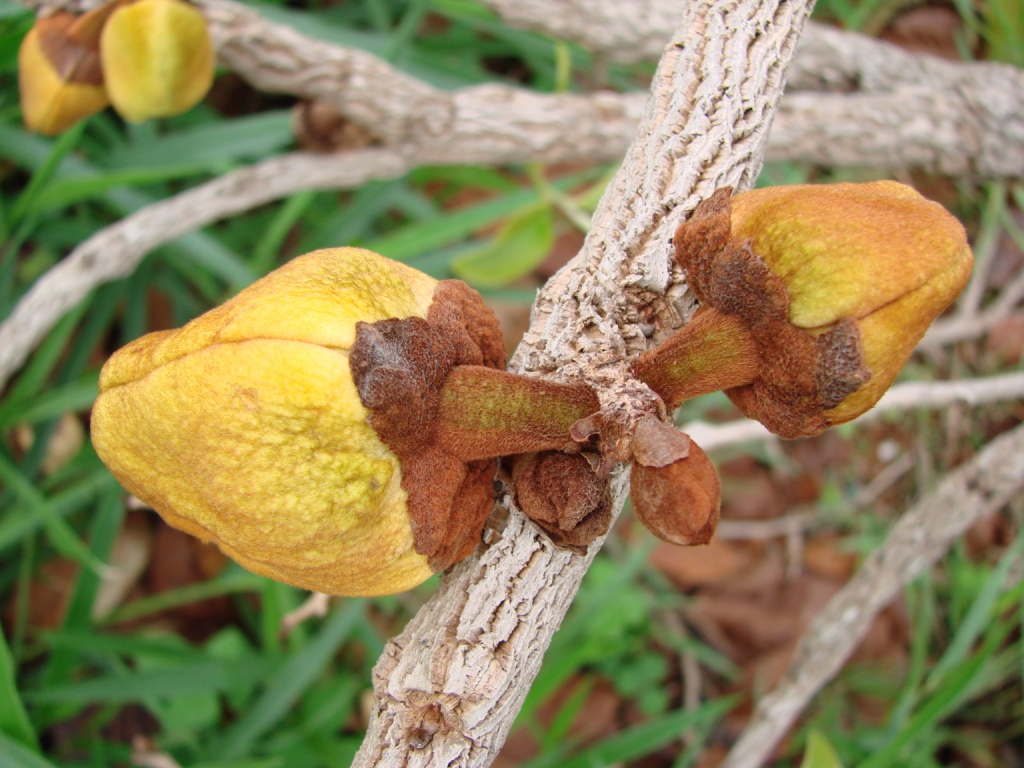
Las yemas floríferas de la Annona crassiflora

Cuenta con sistema de raíces axilares que alcanza mayores profundidades en el suelo para absorber agua y nutrientes. Su tronco es recto con torcidas ramas, su corteza es corchosa, astillada y gruesa. Tiene hojas ovaladas, coriáceas, flores de color amarillo-verdoso que se producen entre noviembre y enero, con  polinización entomófila, más específicamente por  Cyclocephala atricapilla. Los frutos son múltiples en infrutescencias de hasta 4,5 kg comestible, verde-marrón cuando madura, con semillas también consideradas como anti-diarreicas.
Semillas
La semilla presenta bajas tasas de germinación debido al fenómeno conocido como imaturidad del embrión. La semilla tiene un tegumento duro.

## Frutas

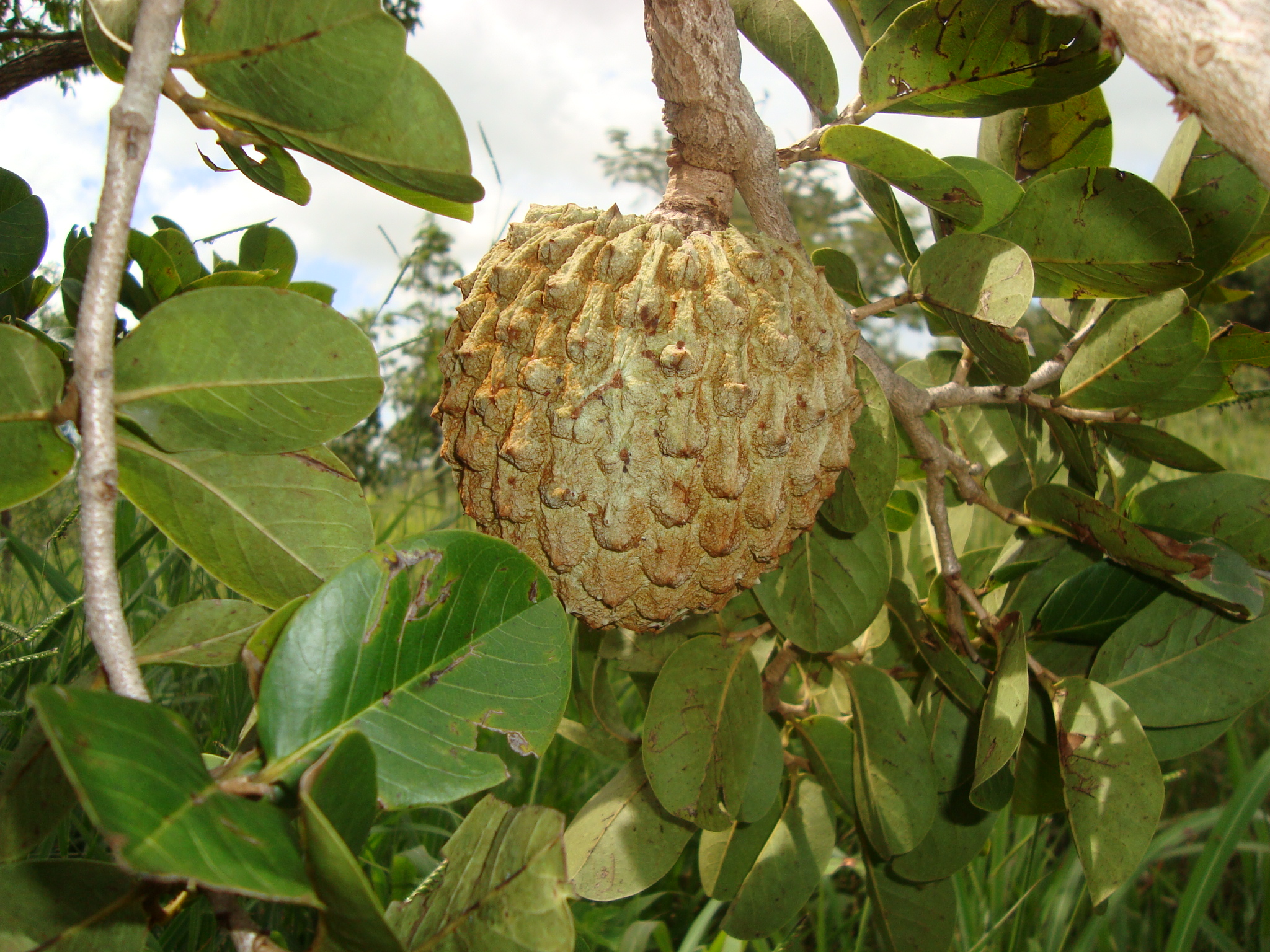
Fruto de Annona crassiflora

Sus frutos alcanzan más de 15 cm de diámetro y 2 kg de peso que contienen muchas semillas de alrededor de 1,5 cm de largo. Cuando se abre, la fruta tiene una pulpa cremosa y muy fuerte olor y sabor que es muy diferente de la chirimoya. Su pulpa tiene sabor dulce y es muy aromática. Puede ser utilizada para hacer jalea, licor, refresco, pudín, jugos y otros. Es considerado un manjar en la región del Cerrado, donde se vende en los mercados callejeros, se consume fresca o como cóctel,pastel, en forma de galletas,  helados de agua, helados, mermeladas y muchos otros dulces.
La fructificación se inicia en noviembre, con vencimientos entre febrero y abril, donde vive en Minas Gerais, donde es popularmente asociada con la temporada de Cuaresma. Hay un espacio de tiempo de 6 a 7 meses entre la floración y la cosecha del fruto. Cuando el fruto está maduro cae al suelo bajo la protección de la corona, que exuda un olor fuerte característico, que puede ser sentido a decenas de metros. Estas son las mejores frutas de calidad para el consumidor, ya que si se cosecha directamente del árbol, la fruta no madurará, produciendo un sabor de inferior calidad.
La fructificación en áreas naturales presenta bajas tasas de fructificación.

## Cosecha y poscosecha
Los frutos pueden ser recogidos en el suelo, pero son muy perecibles. El fuerte aroma singular que el fruto exhala apunta, a cierta distancia, la presencia de marolo maduro en el local.

## Deforestación y la reducción de las especies
El aumento de la deforestación del Cerrado y la germinación tardía de sus semillas, que puede alcanzar hasta los 300 días, han contribuido en gran medida a la reducción radical de maroleiros en Minas Gerais. Es el notable el trabajo de investigación científica y el cultivo desarrollado por João Afonso de Carvalho, profesor de la Escuela Agrotécnica Federal de Machado, en el sur de Minas Gerais, que conserva en la región árboles de Marolo. Los lugares que concentran un mayor número de especies de árboles son  Carvalhópolis y Paraguaçu.

## Taxonomía
Annona crassiflora fue descrita por  Carl Friedrich Philipp von Martius y publicado en Flora Brasiliensis 13(1): 7, pl. 2. 1841.
Etimología
Annona: nombre genérico que deriva del  Taíno Annon.
crassiflora: epíteto latíno que significa "con gruesas flores".
Sinonimia
- Annona macrocarpa Barb.Rodr.
- Annona rodriguesii Barb.Rodr.[10]